# Joe Jobling
Joseph Jobling (29 tháng 7 năm 1906 - 20 tháng 7 năm 1969) là một cầu thủ bóng đá người Anh thi đấu ở vị trí tiền vệ thi đấu ở Football League cho Charlton Athletic và Norwich City. Sau khi giải nghệ, ông huấn luyện và tuyển trạch cho Charlton Athletic. Từ năm 1956 đến năm 1958 ông là huấn luyện viên của Gorleston.